# Ириновская железная дорога
Ири́новская желе́зная доро́га (Ириновско-Шлиссельбургская узкоколейная железная дорога, Ириновский подъездной путь, Ириновско-Шлиссельбургский подъездной путь) — частная узкоколейная железная дорога (ширина колеи 750 мм), построенная в конце XIX века в окрестностях Санкт-Петербурга. Просуществовала как узкоколейка до 1923 года.
С 1920-х годов была перестроена — по частично изменённой трассе — на широкую колею и эксплуатируется по настоящее время. В советское время получила и ныне носит название Ириновского направления Октябрьской железной дороги. Сыграла огромную роль в снабжении Ленинграда в годы блокады.

## История дороги (1892—1923)

### Идея создания дороги
Первая в России узкоколейная железная дорога общего пользования появилась в 1871 году в Орловской губернии. Вслед за ней появились узкоколейки в Курской, Новгородской и Архангельской губерниях. Опыт оказался вполне успешным.
Инициатором создания Ириновского подъездного пути выступил барон П. Л. Корф, чьё имение находилось в селе Ириновка Шлиссельбургского уезда. Целью строительства было получение прибыли от перевозок грузов между Охтинскими заводами и активно строящимся Ржевским полигоном, так как по предварительным подсчётам на этот участок дороги должно было приходиться до 80 % пассажиро- и грузооборота. Постройка узкоколейной линии до села Ириновка имела целью развитие производства в имении барона Корфа, а также устройство дачных посёлков на землях других акционеров дороги.

### Проект. Строительство
К августу 1888 года был составлен предварительный проект Ириновской линии, его подготовил немецкий инженер, специалист по производству оборудования для узкоколейных железных дорог Артур Коппель, который настоял на ширине колеи 750 миллиметров. Экономическое обоснование подготовил петербургский купец Фёдор Андреевич Гох, по его подсчётам первая очередь железной дороги должна была обойтись в 210 000 рублей.
В 1890 году было учреждено Ириновско-Шлиссельбургское промышленное общество, акционерами которого первоначально стали: П. Л. Корф, барон М. Н. Медем, Е. А. Перетц, В. А. Ренненкампф и П. А. Всеволожский. Благодаря участию в проекте владелицы мызы Рябово, жены П. А. Всеволожского — Елены Васильевны Всеволожской, дорога вокруг Румболовско-Кяселевской возвышенности прошла не по короткому маршруту — по правому берегу реки Лубьи, а сделала крюк через центр её владений.
Строительство Ириновского подъездного пути было начато в июне 1891 года. Дорога строилась с упрощённым требованием к строению полотна, профилю и плану трассы, инженерным сооружениям. Общее руководство строительством осуществлял статский советник, инженер путей сообщения Константин Николаевич Безпалов.

### Ввод в эксплуатацию
Официальное открытие Ириновского подъездного пути состоялось 14 сентября 1892 года. Регулярное движение было открыто 1 октября 1892 года.
Дорога в то время начиналась от Охтинского вокзала, который находился на Большой Охте, на пересечении Полевой и Панфиловой улиц, на месте современного дома № 36 по проспекту Металлистов. На момент открытия длина железной дороги составляла 36 км.
Управляющим Ириновской железной дорогой стал надворный советник, инженер путей сообщения Алексей Александрович Экарев, под руководством которого была построена станция Пороховая. В 1893 году Общество Ириновского подъездного пути перешло в собственность Ириновско-Шлиссельбургского промышленного общества.
| Год                             | 1898 | 1906 | 1908 | 1913 |
| ------------------------------- | ---- | ---- | ---- | ---- |
| Паровозов                       | 15   | 16   | 16   | 20   |
| Пассажирских вагонов            | 14   | 28   | 28   | 50   |
| Грузовых вагонов                | 103  | 142  | 142  | 232  |
| Перевезено пассажиров, млн чел. | 0,58 | 0,72 | 0,71 | 1,46 |
| Перевезено грузов, тыс. т       | 75,8 | 107  | 109  | 245  |

### Преобразования
В 1895 году Ириновская узкоколейная дорога была продлена на 780 метров до пристани на Неве, где по адресу: Панфилова улица, дом № 1 (в районе современного дома № 62 по Свердловской набережной) в 1898 году была построена новая конечная грузопассажирская станция Охта-Нева. В том же году между станцией Рябово и платформой Христиновка, была открыта станция Всеволожская. В августе 1896 года была открыта ветка длиной 21 км от Мельничного Ручья до станции Шереметьевка, которая была расположена на берегу Невы, к юго-западу от деревни Шереметьевка и Шлиссельбургских пороховых заводов. В декабре запустили ветку от Ириновки до станции Борисова Грива, построено ответвление: Жерновка — Охтинский пороховой завод.
В 1898 году длина дороги была 57 км, максимальный продольный уклон пути на железной дороге был 15 ‰, наименьший радиус кривых в поворотах — 53 м, имелось 23 станции и остановочных пункта.
Количество остановок, пар поездов и подвижной состав железной дороги неоднократно менялись. В 1911 году имелись следующие станции и остановочные пункты: ст. Охта-Нева — Охтинский вокзал (ст. Охта) — пл. Жерновка — ст. Пороховая — ст. Ржевка — пл. Военная (с 1900 г.) — ст. Полигон — ст. Ковалёво — ст. Приютино — пл. Марьино — ст. Бернгардовка (до апреля 1911 г. называлась ст. Христиновка) — пл. Павловская (с 1908 г.) — ст. Всеволожская (с 1895 г.) — ст. Рябово — пл. Радостная (1913—1917 гг.) — ст. Мельничный Ручей — ст. Романовка — ст. Корнево — ст. Проба — ст. Торфяная — пл. Стрелка (1898—1900 гг.) — ст. Ириновка — пл. Барона Корфа (после 1905 г.) — ст. Борисова Грива (с 1896 г.). Вторая линия имела остановки: ст. Мельничный Ручей — ст. Щеглово — ст. Кирпичный Завод — ст. Чёрная Речка — ст. Дунай — пл. Семафорная (1900—1904 гг.) — ст. Шереметьевка.
Линия действовала до начала 1920-х подов.

## Фото (1900-е — 1910-е годы)
- Охтинский вокзал
- Станция Всеволожская
- Станция Бернгардовка
- Расстояния между станциями
- Билет 3-го класса

## Дальнейшая судьба дороги
Как узкоколейка данная железная дорога прекратила существование в 1923 году. Однако она была не закрыта, а перестроена («перешита») на стандартную для СССР/России колею, с частичным изменением трассы, и активно эксплуатируется по настоящее время.
В 1920 году было образовано Управление работ по переустройству Ириновской железной дороги на нормальную колею. Это было вызвано тем, что на бывших землях барона Корфа начались промышленные торфоразработки для снабжения топливом строящейся теплоэлектростанции «Уткина Заводь». Новую дорогу широкой колеи начали строить от расположенного к югу от станции Ржевка временного поста Жезловой на Обуховско-Заневской подъездной железной дороге. Через бывшие земли помещиков Всеволожских новая дорога прошла именно там, где её и задумывал барон Корф — по правому берегу реки Лубьи.
Движение поездов по широкой колее с Финляндского вокзала до станции Борисова Грива открылось 7 октября 1923 года. Первые годы использовался кружной маршрут с заездом на станцию Дача Долгорукова. В 1925 году была осуществлена перешивка на широкую колею участка дороги от станции Мельничный Ручей до станции Дунай, сообщение здесь открылось 15 ноября 1925 года.
В 1926 году новая железная дорога от Борисовой Гривы была продлена на девять километров до станции Ладожское Озеро. Охтинский вокзал и пути к нему были демонтированы, а на их месте уложены трамвайные пути, по которым 30 июля 1926 года было открыто движение городских трамваев. Осенью 1927 года была проложена по новому маршруту ветка от станции Дунай до станции Шереметьевка и далее построена новая ветка до Дубровки. Согласно зимнему расписанию на 1927–1928 годы с Финляндского вокзала отправлялось шесть пар пассажирских поездов в день, две пары до Дубровки, три до Борисовой Гривы и одна до Ладожского Озера.
- Расписание движения поездов
 на 1927–1928 годы
- Траектории трасс современного Ириновского пр. (красный), старой (синий) и современной (зелёный) Ириновской ж/д

В конце 1928 года была построена однопутная перемычка протяжённостью пять километров от Пискарёвки до станции Ржевка с деревянным мостом через Охтинский разлив и короткая двухпутная перемычка до линии на Ковалёво, вследствие чего отпала надобность заезда на Дачу Долгорукова. Маршрут был спрямлён, сокращён на 16 километров или 40 минут времени хода и принял современный вид.
Ириновская железная дорога в годы войны сыграла большую роль в жизнеобеспечении блокадного Ленинграда. По ней проходил сухопутный участок Дороги жизни — от Ленинграда (Финляндский вокзал) до берега Ладожского озера.
В 1958 году участок от Финляндского вокзала до Мельничного Ручья был электрифицирован. В 1966 году электрифицировали участок Мельничный Ручей — Ладожское Озеро, а в 1967 Мельничный Ручей — Невская Дубровка.
Сейчас по городскому участку бывшей дороги проходит Ириновский проспект. В 1970-х годах Ириновский проспект был спрямлён; таким образом, историческая трасса бывшей Ириновской узкоколейной железной дороги сохранилась только в виде трамвайных путей вдоль Рябовского шоссе.